# Cryptomonadaceae
A Cryptomonadaceae (ICN szerinti név; ICZN: Cryptomonadidae) a Cryptophyta Cryptomonadales csoportjának kládja.
Réz nanorészecskéket tartalmazó rovarirtók növelhetik szaporodását.:8884

## Történet
Először Ehrenberg írta le 1831-ben az akkori meghatározás szerinti állatok közé tartozó családként Cryptomonadina néven, 4 nemzetséggel, melyeket először héj szerint különböztetett meg, az egyszerű héjúakat szemfolt szerint, a szemfolt nélkülieket sejtszáj szerint különböztette meg: az ostoros szájúak nemzetsége volt a Cryptomonas, az ostor nélkülieké a Gyges. A szemfolttal rendelkező fajokat az akkor monotipikus Lagenula, az összetett héjú fajokat a Pandorina nemzetségbe sorolta.
Pascher 1913-as írásában szerepel az Eucryptomonadinae alosztály Cryptomonadales rendjében a Nephroselmidaceae mellett. A két csoportot aszerint különböztette meg, hogy hol van ostora. 1922-ben Pascher jellemzői alapján Oltmanns a Cryptomonadalesben 4 családot különböztetett meg, a Cryptomonadaceae és a Nephroselmidaceae mellett a Cryptochrysidaceae és a korábban a Phaeocapsinaebe sorolt Phaeocapsaceae is a Cryptomonadales tagja volt.
1944-ben Pringsheim a Cryptomonadales 5 családjába nem sorolta a Phaeocapsaceaet, de új családokként megjelent a Katablepharidaceae és a Cyatomonadaceae. E családokat táplálkozásmód és ostorhely alapján különböztette meg. Huber-Pestalozzi 1950-ben a Nephroselmidaceae helyébe a Senniaceae csoportot helyezte, 1962-ben Christensen a Planonephraceaet helyezte ide, és nem sorolta ide a Cryptochrysidaceaet. Utóbbi két szerző kisebb módosításokkal Pringsheim rendszerét követi megkülönböztető jellemzők alapján.
1967-ben Butcher 2 új család, a Hemiselmidaceae és a Hilleaceae mellé sorolta be a nyílás-garat rendszer alapján, és a Cryptomonadaceae nemzetségei közé sorolta a Plagioselmist, melyet formálisan azonban csak 1994-ben írtak le Novarino, Lucas és Morrall. 1970-ben Bourrelly rendszere informális neveket használt, és az általa Cryptomonadacées-nek nevezett család mellé sorolta többek közt a Hilleacées-t és a Planonephracées-t, és Pascheréhez hasonló ismertetőjegyekről írt. Starmach 1974-ben ugyanígy rendszerezte a Cryptophyta-fajokat, és Christensen 1980-as rendszere is Bourrellyét követi.
1995-ben Novarino és Lucas a Zoológiai Nevezéktan Nemzetközi Kódexe 32c iii. és 32d cikkelyei alapján Stein 1878-as és Ehrenberg 1831-es írásmódját kijavították Cryptomonadidae alakra, és 5 nemzetséget soroltak ide. Az általuk adott meghatározás Kudo 1966-os meghatározásával közel azonos.
1999-ben Clay, Kugrens és Lee módosították Butcher leírását, és csak a Cryptomonast sorolták ide. 2014-ben az édesvízi Cryptomonadaceae 12-t baktériumklónként írták le Comamonadaceae MG 12 néven, de 2019-ben Cryptophyta-taxonként azonosították.
Novarino, Lucas és Morrall 2006-ban hozták létre a Plagioselmist Plagioselmis prolonga típusfajjal. Clay, Kugrens és Lee ezt nem sorolták a Cryptomonadaceae csoportjai közé, azonban legkésőbb 2006-tól ide tartozik a Plagioselmis és a Geminigera.

## Morfológia
Üreg-garat komplexe van, utóbbihoz sztóma csatlakozik. Belső sejtfalrétege többlemezes, kloroplasztiszos fajai plasztisza pirenoidja és sejtmagja közt van nukleomorfa. Lamella nélküli rövid rhizostylusa van, garatjához rostos lemezek tartoznak. Egyes fajai elvesztették fotoszintézisre való képességüket, plasztiszaik leukoplasztiszok lettek.
Ostorai apikális vagy szubapikális helyzetűek.

## Élőhely
Édes- és tengervízben is él.
A szuszpenziós társulások 1,5–3,6%-át adja ptDNS alapján, és a jégben és a fitoplanktonban is él.

## Anyagcsere
Fikobiliproteinek alapján a Cryptomonadales többi tagjától és a Pyrenomonadalestől különíthető el, mert Cr-fikoeritrin 566-ot tartalmaz, barnává festve tagjait, míg a Pyrenomonadales Cr-fikoeritrin 545-öt, 555-öt vagy -fikocianin 630-at, 645-öt vagy 569-et termel, vörössé, zölddé vagy kékké festve tagjait.:131

## Jelentőség
Az evezőlábú rákok táplálékaként csökkenti a fejlődési időt, és növeli a petetermelést.